# Louis Forestier
Louis Forestier (Parigi, 1892 – Mosca, 1954) è stato un direttore della fotografia francese che lavorò nel cinema russo.

## Biografia
Proveniente dalla Gaumont, nel 1910 si stabilì in Russia, dove venne chiamato dal produttore Aleksandr Alekseevič Chanžonkov per lavorare nella sua compagnia. Nel 1911 firmò la direzione della fotografia del film Oborona Sevastopolja, primo lungometraggio di produzione russa.
Attivo dal 1910 al 1947, lavorò anche per altri produttori, come Aleksandr Drankov e Iosif Ermolev.

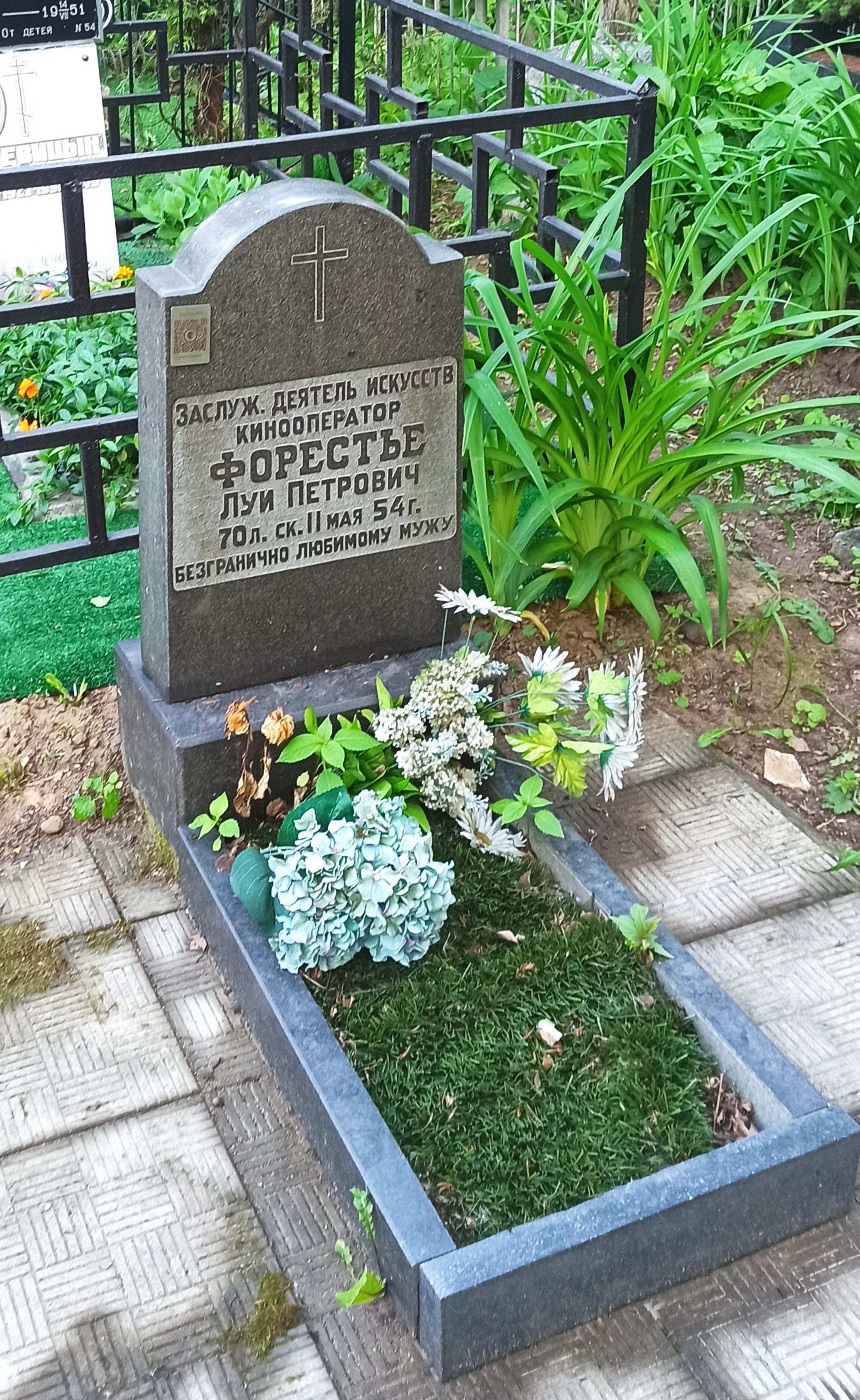
La tomba di Louis Forestier nel cimitero di Ostankino.

Dopo la Rivoluzione russa, si allineò al regime sovietico e dal 1920 collaborò al Mossoviet.